# Штеген, Эрло
Эрло Штеген (нем. Erlo Stegen; 1 марта 1935 — 26 сентября 2023) — южноафриканский протестантский миссионер немецкого происхождения, основатель миссионерского общества Ква Сизабанту, в настоящее время помимо ЮАР имеющего свои отделения в Европе, США, Австралии. Среди духовных практик Штегена особое внимание уделяется душепопечительству.

## Биография
В XIX веке предки Штегена приехали из Германии в Южную Африку с миссионерскими целями. Выросший в религиозной семье, Эрло начал проповедовать среди народа зулу в 1954 году. В 1966—1967 году его служение характеризовалось массовыми обращениями, происходившими в том числе на фоне чудесных исцелений. В 1971 году Штеген основал миссию Kwa Sizabantu (на языке зулу — «место, где людям помогают»). В 1980 году миссионер начал проповедь в Европе, что привело к созданию там филиалов его организации. По настоящее время Эрло Штеген является директором Ква Сизабанту.